# Porte-parole
Porte-paroleⓘ (wym. uproszczona: portparol) – pochodzący z francuskiego termin oznaczający osobę, która wypowiada się w czyimś imieniu. W epice i dramacie mianem tym określa się postać, która przedstawia punkt widzenia autora, np. postać Juliana w Kwiatach polskich wyraża przekonania Juliana Tuwima. Często, choć nie zawsze, podmiot liryczny jest porte-parole autora.